# Louise Closser Hale
Pour les articles homonymes, voir Closser.
Louise Closser Hale est une actrice et écrivain américaine, née Louise Closser à Chicago (Illinois) le 13 octobre 1872, décédée d'un accident vasculaire cérébral à Los Angeles (Californie) le 26 juillet 1933.

## Biographie
Après des études à l'Emerson College de Boston et à l'American Academy of Dramatic Arts de New York, elle joue au théâtre (où elle débute en 1894), à Broadway entre 1900 et 1931, et à Londres en 1907, dans des pièces et une comédie musicale. En 1899, elle épouse l'acteur Walter Hale (1869-1917), dont elle adjoindra "à la scène" le patronyme à son nom de naissance. Devenue veuve, elle tente une première expérience au cinéma, avec un film muet de 1919, avant de tourner régulièrement à Hollywood après l'avènement du parlant, à partir de 1929 (dans Le Mirage de Paris, adaptation de la comédie musicale qu'elle venait de jouer à Broadway) et jusqu'à sa mort soudaine en 1933. En tout, elle apparaît dans trente films américains, aux côtés de Jean Harlow, Marlene Dietrich, Joan Crawford, Helen Hayes, Gary Cooper, Clark Gable, Al Jolson et George Arliss, entre autres.
Elle est également l'auteur de romans et de récits de voyages (ces derniers, avec la collaboration de son mari Walter Hale, auteur des illustrations), publiés entre 1906 et 1927, ainsi que de courts récits de fiction publiés dans divers magazines, durant la même période.

## Filmographie partielle
- 1919 : Winning his Wife de George Terwilliger
- 1929 : Le Mirage de Paris de Clarence G. Badger
- 1929 : Le Trou dans le mur (The Hole in the Wall) de Robert Florey
- 1930 : Dangerous Nan McGrew de Malcolm St. Clair
- 1930 : Big Boy d'Alan Crosland
- 1930 : Princess and the Plumber d'Alexander Korda et John G. Blystone
- 1931 : La Blonde platine (Platinum Blonde) de Frank Capra
- 1931 : Papa longues jambes  (Daddy Long Legs) de Alfred Santell
- 1931 : Captain Applejack de Hobart Henley
- 1932 : L'Homme qui jouait à être Dieu (The Man who played God) de John G. Adolfi
- 1932 : No More Orchids de Walter Lang
- 1932 : Dans la nuit des pagodes (The Son-Daughter) de Clarence Brown
- 1932 : Shanghaï Express (Shanghai Express) de Josef von Sternberg
- 1932 : Rebecca of Sunnybrook Farm (en) d'Alfred Santell
- 1932 : Raspoutine et l'Impératrice (Rasputin and the Empress) de Richard Boleslawski et Charles Brabin (non créditée)
- 1932 : Captive (Letty Lynton) de Clarence Brown
- 1932 : Silence, on tourne ! (Movie Crazy) de Clyde Bruckman et Harold Lloyd
- 1932 : Les Lèvres qui mentent (Faithless) de Harry Beaumont
- 1933 : La Sœur blanche (The White Sister) de Victor Fleming
- 1933 : Storm at Daybreak de Richard Boleslawski
- 1933 : Another Language d'Edward H. Griffith
- 1933 : Après nous le déluge (Today we live) de Howard Hawks
- 1933 : Le Chant du Nil (The Barbarian) de Sam Wood
- 1933 : La Soupe au canard (Duck Soup) de Leo McCarey (non créditée)
- 1933 : Les Invités de huit heures (Dinner at Eight) de George Cukor

## Théâtre
pièces, à Broadway, sauf mention contraire
- 1900-1901 : Arizona d'Augustus Thomas, avec Edgar Selwyn
- 1903-1905 : Candida de George Bernard Shaw
- 1905 : Abigail de Kellett Chambers
- 1906 : It's all your Fault de (et avec) Edgar Selwyn
- 1906-1908 : Clothes d'Avery Hopwood et Channing Pollock, avec Douglas Fairbanks
- 1907 : The Straight Road de Clyde Fitch, avec Jessie Ralph
- 1907 : Mrs Wiggs of the Cabbage Patch d'Anne Crawford Flexner (à l'Adelphi Theatre de Londres)
- 1909 : Disengaged d'Henry James, avec Lumsden Hare
- 1909 : The Sins of Society de Cecil Raleigh et Henry Hamilton
- 1909 : His Name on the Door de Lawrence Mulligan
- 1910 : Lulu's Husbans, d'après Le Mari de Loulou d'Henri de Gorsse et Maurice Soulié
- 1910-1911 : L'Oiseau bleu (The Blue Bird) de Maurice Maeterlinck, avec Pedro de Cordoba
- 1912 : Honest Jim Blunt de William Boden
- 1914 : The Marriage of Columbine d'Harold Chapin, mise en scène de Lionel Belmore
- 1915 : The Clever Ones d'Alfred Sutro, avec Tully Marshall
- 1915-1916 : Ruggles at Red Gap d'Harrison Rhodes, avec Jessie Ralph (adaptée au cinéma en 1935)
- 1919-1920 : For the Defense d'Elmer Rice, avec Richard Bennett
- 1920 : Derrière l'horizon (Beyond the Horizon) d'Eugene O'Neill, avec Richard Bennett
- 1920-1921 : Miss Lulu Bett de Zona Gale, avec Willard Robertson (adaptée au cinéma en 1921)
- 1922 : Malvaloca de Jacob S. Fassett, avec Jessie Ralph
- 1922 : Hospitality de Leon Cunningham
- 1923 : Peer Gynt d'Henrik Ibsen, avec Romney Brent, Charles Halton, Edward G. Robinson, Selena Royle, Joseph Schildkraut, Helen Westley
- 1923 : The Camel's Back de William Somerset Maugham, avec Violet Kemble-Cooper, Gavin Muir
- 1924 : New Toys de Milton Herbert Grooper et Oscar Hammerstein II, avec Mary Duncan, Ernest Truex
- 1924 : Expressing Willie de Rachel Crothers
- 1925 : Harvest de Kate Horton, mise en scène de John Cromwell, avec Fredric March
- 1925-1926 : One of the Family de Kenneth S. Webb, avec Beulah Bondi, Grant Mitchell, Mary Philips
- 1927-1928 : The Ivory Door d'Alan Alexander Milne, avec Henry Hull, Donald Meek, Edward Rigby
- 1928-1929 : Paris, comédie musicale, musique de Cole Porter, lyrics de E. Ray Goetz et Cole Porter, livret de Martin Brown (+ adaptation au cinéma en 1929 : voir filmographie ci-dessus)
- 1930-1931 : Lysistrata d'Aristophane, adaptation de Gilbert Seldes, avec Hope Emerson, Etienne Girardot, Violet Kemble-Cooper, Ernest Truex, Ian Wolfe

## Œuvres littéraires
(l'année est celle de première publication)
- 1906 : A Motor Car Divorce, Dodd, Mead & Co., New York, 319 p. (récit de voyage)
- 1909 : The Actress, Harper and Brothers, New York et Londres, 328 p. (roman)
- 1911 : The Married Miss Worth, Harper and Brothers, New York et Londres, 298 p. (roman)
- 1912 : Motor Journeys, A.C. McClurg & Co., Chicago, 324 p. (récit de voyage) ; Her Soul and her Body, Moffat, Yard & Co., New York, 288 p. (roman)
- 1915 : We discover New England, Dodd, Mead & Co., New York, 314 p. (récit de voyage)
- 1916 : We discover the Old Dominion, Dodd, Mead & Co., 374 p. (récit de voyage)
- 1920 : An American's London, Harper and Brothers, New York et Londres, 327 p. (récit de voyage)
- 1926 : Home Talent, Henry Holt & Co., New York, 293 p. (roman)
- 1927 : The Canal Boat Fracas, Henry Holt & Co., New York, 116 p. (roman)